# Phaegorista trialbata
Phaegorista trialbata là một loài bướm đêm trong họ Erebidae.